# Karyl Norman

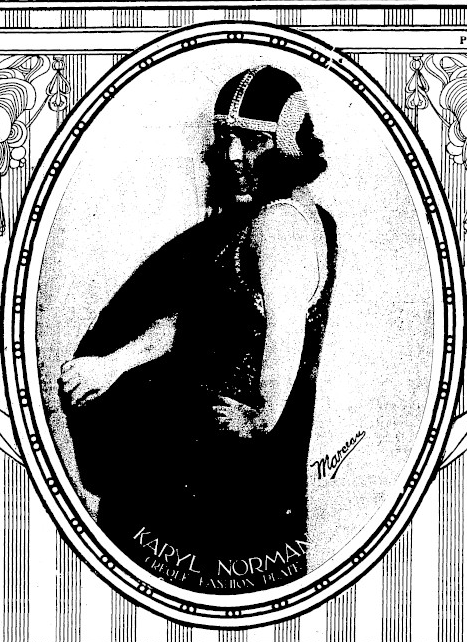
Karyl Norman en la portada de New York Clipper, 1921

George Francis Peduzzi (13 de junio de 1897-23 de julio de 1947), conocido profesionalmente como Karyl Norman, fue un transformista y cantante estadounidense popular en vodevil, cabarets y Broadway en la década de 1920.

## Biografía
Nació en Baltimore, Maryland el 13 de junio de 1897 del matrimonio formado por Mary y Norman Augusta Peduzzi. Se fue de casa a los 16 años, uniéndose a la Neil O'Brien Minstrels, y empezó a actuar en el circuito de vodevil de la costa oeste  de los Estados Unidos.  En 1917, viajó a Australia como intérprete teatral. Tomó el nombre Karyl porque no tenía género, y Norman por su padre.

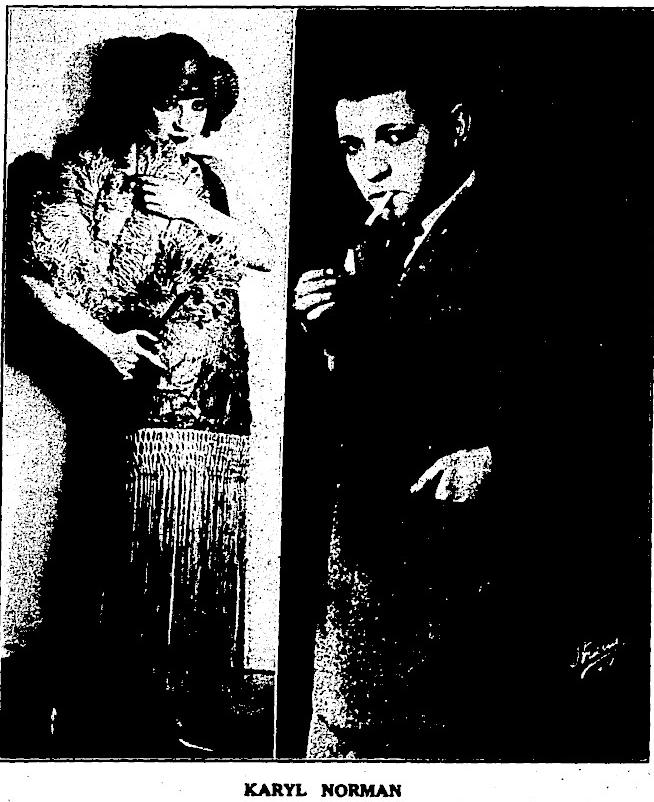
Karyl Norman en sus dos papeles, New York Clipper, 22 de junio de 1921.

Se anunciaba como "El Plato de Moda Criollo", y era conocido por sus elegantes vestidos, mayoritariamente hechos por su madre con la que viajaba. Hizo su debut en la ciudad de Nueva York como imitador femenino en mayo de 1919 y fue un éxito inmediato. Se especializó en canciones del Sur, y era reconocido por sus rápidos cambios de ropa y género. Un crítico escribió: "No solo hace este imitador femenino su toque femenino en una forma excelente, sino que tiene una voz que engaña al principio. Luego desciende a un registro más bajo - una voz masculina lujuriosa....". Escribió muchas de sus propias canciones, incluyendo "Nobody Lied (When They Said That I Cried Over You)", "Beside a Babbling Brook", y "I'm Through (Shedding Tears Over You)".
Además de actuar en el vodevil, Norman apareció en muchas obras teatrales y comedias musicales. También estuvo de gira por Gran Bretaña, Europa, Australia, Nueva Zelanda, y Sudáfrica. En Nueva York, apareció en el Palace Theatre de Broadway en 1923, protagonizando The Greenwich Village Follies of 1924, y Lady Do en 1927, alcanzando la cima en el Palace Theatre en 1930 con un acto titulado "Glorifyng the American Boy-Girl". Con Gen Malin, Ray Bourbon y otros instigó la "Pansy Craze" por actos de travestismo en Nueva York en 1930. La actriz Fifi D'Orsay describió a Norman como "...Un gran intérprete... Un tipo maravilloso, amado y respetado por todo el mundo, a pesar de que fuera un chico gay ...  Era más duro para ellos que lo que es hoy. Hacía un acto con dos pianos y aquellos preciosos vestidos. Tenía tanta clase y era tan divino".
En la década de 1930, su popularidad disminuyó pero continuó actuando en clubes nocturnos, particularmente en el Finocchio's  en San Francisco. Según los informes, fue arrestado por un cargo de inmoralidad en Detroit, pero fue liberado después de la intervención de Eleanor Roosevelt. En 1942 puso su All American Male Revue sobre el escenario, protagonizando Niles Marsh, en el Castle Farms Night Club en Lima, Ohio.
Se retiró después de la muerte de su madre. Falleció en Hollywood, Florida, en 1947 a los 50 años.